# Aus dem Leben (Film)
Aus dem Leben ist ein deutscher Fernsehfilm aus dem Jahr 2024 von Regisseurin Katrin Schmidt nach einem Drehbuch von Johann Bunners mit Ann-Kathrin Kramer, Harald Krassnitzer und Leonie Brill. Im Ersten wurde der Film am 9. Oktober 2024 erstmals ausgestrahlt. ORF-Premiere war am 5. März 2025.

## Handlung
Sabine Schuster ist eine Grundschullehrerin, die während einer Theaterprobe mit ihren Schülern einen Schlaganfall erleidet. Sie und ihr Ehemann Stefan, ein Forstwirt, werden dadurch aus ihrem gewohnten Alltag gerissen. Während Sabine in der Rehabilitation Fähigkeiten wie das Sprechen und das Laufen neu erlernen muss, passt Stefan deren Zuhause in Ilmenau an Sabines Bedürfnisse an. Allerdings ist Sabine frustriert von ihrem Zustand und meidet den Kontakt zu ihrem bisherigen Umfeld wie ihren Freunden Anna und Paul. Auch fehlt ihr ihre Arbeit und das Wandern, eine gemeinsame Leidenschaft des Ehepaares Schuster.
Stefan organisiert eine Pflege durch Pflegerin Iryna, die mit ihrer optimistischen, aber fordernden Art frischen Wind bringt. Nach einer Wanderung auf ihren Lieblingsberg erkennt Sabine, dass sie sich aktiv und Schritt für Schritt in ihr altes Leben zurückkämpfen muss. Weitere Therapien führen zu gesundheitlichen Fortschritten, außerdem beginnen die Schusters, an ihrer Ehe zu arbeiten. Sabine nimmt die Theaterproben mit ihren Schülern bei sich zu Hause wieder auf. Auch das Verhältnis zu ihrer 24-jährigen Tochter Annika, die ursprünglich zum Studium nach Berlin wollte, aber wegen der Erkrankung ihrer Mutter dann doch geblieben ist, verbessert sich. Allerdings erleidet Sabine einen zweiten Anfall. 
Die Versicherung möchte, dass sie ihr Haus verkaufen, weil viele der Therapien nicht übernommen werden. Stefan hat Angst, dass sich Sabine aufgibt und stellt sich die Frage, ob er das Ganze nochmals schafft. Sie bittet ihm zu helfen, falls sich ihr Zustand nicht mehr besser sollte, Stefan lehnt das allerdings ab. Einige Zeit später hat sich Sabine erneut zurückgekämpft und sie und Stefan fahren gemeinsam auf Urlaub.

## Produktion und Hintergrund
Die Dreharbeiten fanden vom 31. August bis zum 28. September 2023 in Thüringen und Nordrhein-Westfalen statt, gedreht wurde unter anderem in Köln. Produziert wurde der Film von der Warner Bros. International Television Production Deutschland (Produzenten Bernd von Fehrn und Dagmar Konsalik) im Auftrag des Mitteldeutschen und des Österreichischen Rundfunks.
Die Kamera führte Markus Schott, die Musik schrieb Therese Strasser, die Montage verantwortete Julian Cohn und das Casting Marc Schötteldreier. Das Kostümbild gestaltete Andreas Janczyk, das Szenenbild Stephanie Ernst, den Ton Volker Henkels und die Maske Antje Bockeloh und Marcus Michael. Die beiden Hauptdarsteller Ann-Kathrin Kramer und Harald Krassnitzer sind auch im realen Leben verheiratet.

## Rezeption

### Kritiken
Tilmann P. Gangloff vergab auf tittelbach.tv 4,5 von 6 Sternen. Das Drehbuch des sehr berührend gespielten Dramas besteche durch seine Tiefe und emotionale Vielschichtigkeit.
Oliver Armknecht bewertete den Film auf film-rezensionen.de mit sechs von zehn Punkten. Das Drama sei gut gespielt, gefalle durch Zurückhaltung und ambivalente Figuren, komme aber mit der Zeit immer mehr vom Thema ab, anstatt einige Punkte weiter zu vertiefen.
Eric Leimann bezeichnete die Produktion auf prisma.de als konventionell wirkenden Film, der eine schwierige Lebenssituation allerdings sehr exakt beschreibe. Ein Fernsehspiel, das sein Publikum zum Nachdenken anregen dürfte.

### Einschaltquote
Die Erstausstrahlung des Films am 9. Oktober 2024 im Ersten sahen in Deutschland 3,93 Millionen Zuschauer, der Marktanteil betrug 16,1 Prozent.
Im ORF erreichte die Erstausstrahlung am 5. März 2025 bis zu 714.0000 und durchschnittlich 648.000 Seher bei einem Marktanteil von 24 Prozent.

### Auszeichnungen und Nominierungen
Deutscher Schauspielpreis 2025
- Nominierung in der Kategorie Duo (Ann-Kathrin Kramer und Harald Krassnitzer)[13]